# Gouinia mexicana
Gouinia mexicana là một loài thực vật có hoa trong họ Hòa thảo. Loài này được (Scribn.) Vasey mô tả khoa học đầu tiên năm 1895.